# Six (geslacht)

De familie Six is een, van oorsprong, Frans-Vlaamse familie waarvan een nakomeling zich in 1586 in Amsterdam vestigde. Die laatste werd de stamvader van het Nederlandse geslacht waarvan leden in 1815 en 1841 in de Nederlandse adel werden opgenomen.

## Geschiedenis
De bewezen stamreeks begint met Guillaume Six, lakenverver te Armentiers en Rijsel. Zijn zoon Charles, schepen van Sint-Omaars vestigde zich in 1586 te Amsterdam. De Sixen behoorden tot de vele groepen emigranten (waaronder Zuid-Nederlanders, Franse hugenoten en Spaanse Sefardische Joden) die een groot aandeel hadden in de Nederlandse Gouden Eeuw. In Amsterdam was de familie ook actief in de laken- en zijdeververij. De Sixen brachten veel kapitaal mee. Zij waren al rijk toen ze er zich vestigden. In de 17e eeuw ging de familie tot de belangrijkste regentenfamilies van Amsterdam behoren en leverde bestuurders van de stad.
De familie onderscheidt de takken Oterleek en Hillegom, beide afstammend van de genoemde Charles Six en vernoemd naar de heerlijkheden die later in het bezit kwamen van de familie. In 1815 werd mr. Cornelis Charles Six van Oterleek verheven in de Nederlandse adel, en hem werd in 1820 de titel van baron bij eerstgeboorte verleend. In 1841 werd mr. Hendrik Six, ambachtsheer van Hillegom, op diens verzoek ingelijfd in de Nederlandse adel op basis van de vermeende, en later niet bewezen verklaarde afstamming van de ridder Landry Six die leefde in 1080 in Armentières.
De takken Oterleek en Hillegom worden gerekend tot het Amsterdamse regentenpatriciaat.
Familiebezittingen, waaronder de familieportretten, archief, andere schilderijen en antiquiteiten zijn ondergebracht in de Collectie Six.
De familiebezitters van de (voormalige) heerlijkheden worden traditioneel zonder voornamen en initialen aangeduid als Six van Hillegom, Six van Oterleek, Six van Vromade en Six van Wimmenum.
In de tak Oterleek (oudste tak) wordt de oudste zoon van de oudste zoon al eeuwenlang 'Willem' genoemd (Guillaume is Frans voor Willem).
In de tak Hillegom (jongste tak) wordt de oudste zoon van de oudste zoon enzovoorts al eeuwenlang 'Jan' genoemd (Jean vertaald is Jan).

## Bekende telgen
Charles Six (†1595), schepen van Sint Omaars, lakenverver, vestigde zich rond 1586 te Amsterdam
- Guillaume Six (1563-1619), laken- en zijdeverver te Amsterdam; stamvader van de tak Oterleek
- Chrétienne Six (1566-1645); trouwde in 1589 met de arts en astronoom Nicolaus Mulerius
- Jean Six (1575-1617), laken- en zijdeverver te Amsterdam; stamvader van de tak Hillegom

### Tak Oterleek
- Guillaume Six (1563-1619), laken- en zijdeverver te Amsterdam
  - Aeltge Six (1596-1647); trouwde in 1615 met Adriaen Cromhout (1585-1625), schepen van Amsterdam
    - Ida Cromhout (1616-1663); trouwde in 1656 met Johan van Egmond van der Nijenburgh, heer van Vleuten (1618-1712), onder andere raad en burgemeester van Alkmaar

  - Carel Six (ca. 1602-1668), lakenverver
    - Willem Six (1641-1676), luitenant der burgerij
      - mr. Willem Six (1669-1712), raad van Haarlem
        - mr. Willem Six, [heer van Laag-Teylingen] (1692-1757), raad van Haarlem; trouwde 1723 met Helena Wilhelmina Fabricius, vrouwe van Laag-Teylingen (1703-1743)
          - mr. Willem Fabricius Six, heer van Oterleek (1743-, door erfenis) [en Laag-Teylingen] (1725-1807), kapitein burgerij van Amsterdam
            - mr. Cornelis Charles baron Six, heer van Oterleek [en Laag-Teylingen] (1772-1833), bestuurder en minister
              - mr. Willem baron Six, heer van Oterleek (1798-1872), majoor-commandant van de dienstdoende schutterij te Utrecht
                - jkvr. Anna Helena Six (1823-1870); trouwde in 1847 met mr. Justinus de Beyer (1821-1865), burgemeester en secretaris van Scherpenzeel
                - Egbert Willem Justinus baron Six, heer van Oterleek (1824-1901), voorzitter Algemene Rekenkamer, lid raad van voogdij over koningin Wilhelmina der Nederlanden
                  - jkvr. Anna Maria Six (1861-1928), kunstschilderes; trouwde in 1885 met mr. Sjoerd Hannema (1847-1921), secretaris-generaal van het departement van Buitenlandse Zaken
                  - ir. Henri Guillaume baron Six, heer van Oterleek (1863-1934)
                    - Egbert Henri baron Six, heer van Oterleek (1898-1962)
                      - Willem baron Six, heer van Oterleek (1927-1992), filatelist en publicist
                      - ing. Henri Guillaume baron Six, heer van Oterleek (1927-2008)
                        - ir. Egbert Willem Otto baron Six, heer van Oterleek (1960), huidig hoofd (chef de famille) van de familie Six
                        - jhr. ir. Diederik Ludolf Six (1961), restauratie-architect

                - jhr. mr. Willem Six (1829-1908), minister
                  - jhr. ir. Cornelis Charles Theophilus Six (1854-1944), onder andere lid van de gemeenteraad van Zierikzee, president-commissaris Conservatrix, kamerheer, bestuurslid Vereniging Rembrandt
                    - jhr. mr. Willem Cornelis Six (1902-1983), chef kabinet van de burgemeester van 's-Gravenhage, voorzitter vereniging Die Haghe
                      - jhr. mr. Willem Theophilus Six, ambassadeur
                      - jhr. mr. Willem Lodewijk Six, jurist; trouwde in 2001 met drs. Eveline Johanna Godefrida Marie barones van Voorst tot Voorst, klinisch chemicus, vicevoorzitter en bestuurslid Nederlandse Adelsvereniging

                    - jhr. mr. Pieter Theophilus Six (1905-1973), lid buitengewoon Raad van advies tot bijstand van de regering te Londen (1944-1945), rechter

                  - jkvr. Susanna Maria Cornelia Six (1856-1938); trouwde in 1878 met Willem Hendrik de Bruyn, heer van Melis- en Mariekerke en Der Boede (1853-1936), burgemeester van Zoutelande en van Koudekerke
                  - jhr. Johan Diderik Six (1847-1928), lid Raad van State i.b.d.
                    - jhr. mr. Otto Eduard Willem Six (1879-1966), secretaris-generaal ministerie van Overzeese gebiedsdelen, raadadviseur Huis van de Koningin
                      - jkvr. Louise Sophie Six (1912-1986), secretaresse Nederlandse Adelsvereniging; trouwde in 1938 met mr. Eric Oswald baron van Boetzelaer (1903-1991), onder andere secretaris-generaal ministerie van Buitenlandse Zaken, secretaris-generaal Permanente Hof van Arbitrage

                    - jkvr. Gertrude Susanne Six (1885-1968), hofdame van koningin Wilhelmina; trouwde in 1918 met Fritz Bauduin (1864-1943), adjunct-generaal, chef Militair huis van koningin Wilhelmina, lid van de familie Bauduin
                    - jhr. Edzard Willem Six (1891-1947), directeur Gemeentemuseum Dordrecht

              - jhr. mr. Pieter Six (1805-1878), dijkgraaf
                - jkvr. Marie Six (1840-1905); trouwde in 1863 met Gerard Leonard Maximiliaan baron Taets van Amerongen, heer van Natewisch (1837-1901), ritmeester, grootmaarschalk van koningin Wilhelmina

    - mr. Carel Six (1645-1690), luitenant der Burgerij, hoogheemraad van de Beemster

  - Willem Six (1610-1652), lakenverver, (als eerste Six) in de raad van de Amsterdamse vroedschap
    - Willem Six (1637-1681), luitenant der burgerij; trouwde in 1664 met Agatha Guldewagen (1638-1717), weduwe van Jan Daniel d'Ablaing, heer van Haulsin en dochter van Cornelis Guldewagen, burgemeester van Haarlem
      - Willem Six (1670-1718), gouverneur van Malakka
      - Alida Six (1650-1707); trouwde in 1670 met dr. Jan de Vrije (1627-1676), raad, schepen en burgemeester van Gouda

### Tak Hillegom

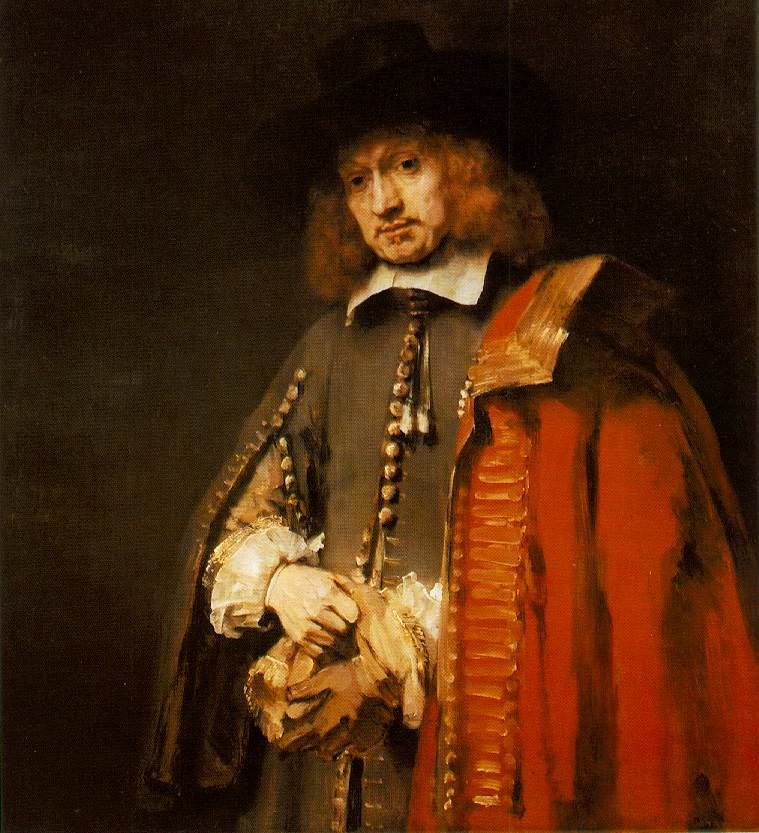
Jan Six door Rembrandt (1654)

- Jean Six (1575-1617), laken- en zijdeverver te Amsterdam
  - Pieter Six (1612-1680), lakenverver en koopman; kapitein der Burgerij, heemraad van de Nieuwer-Amstel
    - Margaretha Six (1653-1704); trouwde 2e in 1681 Joan de Vries (1633-1708), schepen en burgemeester van Amsterdam
    - mr. Pieter Six (1655-1703), advocaat, kapitein der Burgerij, schepen van Amsterdam
      - mr. Pieter Six (1686-1755), schepen en burgemeester van Amsterdam

    - mr. Willem Six (1662-1733), schepen en burgemeester van Amsterdam

  - Jan Six, heer van Vromade (1666, door koop) en vrijheer van Wimmenum (1679, door koop) (1618-1700), schepen, raad en burgemeester van Amsterdam, schrijver, geschilderd door Rembrandt van Rijn welk beroemde portret zich nog steeds bevindt in familiebezit, namelijk in de Collectie Six; trouwde in 1655 met Margaretha Tulp (1634-1709), dochter van dr. Nicolaes Tulp (1593-1674), geschilderd door Rembrandt in De anatomische les van Dr. Nicolaes Tulp
    - mr. Jan Six (1668-1750), vrijheer van Wimmenum, heer van Vromade en heer van Hillegom (1722, door koop), schepen, raad en burgemeester van Amsterdam, noemde zich vanaf 1722 heer van Hillegom, kocht in 1749 het Hof van Hillegom van de familie Van Sypesteyn
      - mr. Jan Six, vrijheer van Wimmenum, heer van Hillegom en Vromade (1730-1779), raad en schepen van Amsterdam
        - mr. Jan Six, vrijheer van Wimmenum, heer van Hillegom en Vromade (1756-1827), schepen, raad en wethouder van Amsterdam
          - jhr. mr. Hendrik Six, heer van Hillegom (1790-1847), lid raad van Amsterdam; trouwde in 1822 met Lucretia Johanna van Winter (1785-1845), kunstverzamelaar
            - jhr. dr. Jan Pieter Six, heer van Hillegom en Wimmenum (1824-1899), lid provinciale staten van Noord-Holland, hoogheemraad, numismaticus
              - prof. jhr. dr. Jan Six, heer van Hillegom en Wimmenum (1857-1926), archeoloog en kunsthistoricus, oprichter in 1922 van de Six Stichting
                - jhr. Jan Six, heer van Hillegom (1891-1961), lid raad van bestuur Amstelbrouwerij
                  - jkvr. Hieronyma Maria Antonia Fortuna Six (1917-2000); trouwde in 1939 met ir. Wiardus Willem van Haersma Buma (1908-2003), hoofdingenieur-directeur Rijkswaterstaat directie Noord-Brabant
                  - jhr. Jan Six (1919-1999), directeur koninklijke cacao- en chocoladefabriek C.J. van Houten & Zn. N.V.; trouwde in 1946 met jkvr. Thecla Françoise van Styrum (1923-2008), lid van de familie Van Styrum; trouwde in 1962 met Anne Margreet van Krimpen (1935), binnenhuisarchitecte, lid van de familie Van Krimpen
                    - jhr. dr. Jan Six, [heer van Hillegom] (1947), bestuurslid Collectie Six, beschermheer stichting Vrienden van Oud-Hillegom
                      - jhr. drs. Jan Six (1978), kunsthistoricus, voormalig hoofd afdeling oude meesters Sotheby's, in 2018 ontdekker van Rembrandts Portret van een jonge man

                  - jhr. ir. Pieter Jacob Six, heer van Vromade (1929)

                - jhr. ir. Gijsbert Christiaan Six, heer van Wimmenum (1892-1975), architect, onder andere directeur der Hollandsche Maatschappij der Wetenschappen, voorzitter en erelid Koninklijk Oudheidkundig Genootschap, bestuurslid Vereniging Rembrandt
                  - jhr. Jan Pieter Six, heer van Wimmenum (1923-2010), oud-adjunct algemeen secretaris Algemene Nederlandse Vereniging voor Vreemdelingenverkeer

                - jhr. ir. Willem Six (1893-1971), op Jagtlust geboren, een landgoed, dat hij erfde en dat hij uitbreidde door vijf bunder te kopen die bij Trompenburgh hoorden
                - jhr. Pieter Jacob Six (1894-1986), luitenant-kolonel, verzetsstrijder tijdens de Tweede Wereldoorlog, ridder Militaire Willems-Orde, lid kapittel Militaire Willems-Orde
                - jkvr. Catharina Isabella Six (1897-1986), verzamelde historische familie-textielcollectie en deed schenking aan Rijksmuseum Amsterdam
                - jkvr. Hieronyma Maria Antonia Fortuna Six (1905-1992), edelsmid en pottenbakster

              - jhr. Willem Six, heer van Wimmenum (1859-1919)

            - jhr. Pieter Hendrik Six, heer van Vromade (1827-1905)
              - jhr. Rudolf Carel Six, heer van Vromade (1865-1915)
              - jhr. ir. Jan Willem Six, heer van Vromade (1872-1936)